# سيا أندو
سيا أندو (باليابانية: 安藤誓哉) مواليد 15 يوليو 1992 في إيدوغاوا، هو لاعب كرة سلة ياباني. بدأ مسيرته الاحترافية في سنة 2014. يلعب مع أكيتا نورثرن هابينيتس في دوري كرة السلة الياباني للمحترفين كلاعب هجوم خلفي. يحمل الرقم 3. يبلغ طوله 5 قدم 11 بوصة (1.8 م).

## المسيرة الاحترافية
لعب مع هاليفاكس رينمين في موسم 2014–2015، ثم لعب مع ميرالكو بولتز في سنة 2015، ثم لعب مع أكيتا نورثرن هابينيتس في سنة 2016.

## روابط خارجية
- سيا أندو على موقع دوري كرة السلة الياباني للمحترفين (اليابانية)
- سيا أندو على موقع كرة السلة الأوروبية.كوم (الإنجليزية)
- سيا أندو على موقع ريلجم (الإنجليزية)
- سيا أندو على موقع بروبوليرز (الإنجليزية)
- سيا أندو على موقع سبورتس رفرنس (الإنجليزية)